# Équipe du Guyana féminine de football
Cet article traite de l'équipe féminine. Pour l'équipe masculine, voir Équipe du Guyana de football.
Maillots
L'équipe du Guyana féminine de football est l'équipe nationale qui représente le Guyana dans les compétitions majeures de football féminin placée sous l'égide de la Fédération du Guyana de football.

## Classement FIFA
| Année               | 2010 | 2011 | 2012 | 2013 | 2014 | 2015 | 2016 | 2017 | 2018 |
| ------------------- | ---- | ---- | ---- | ---- | ---- | ---- | ---- | ---- | ---- |
| Classement mondial  | 89   | 88   | 131  | 118  | 133  | 89   | 79   | 119  | 88   |
| Classement Concacaf | 8    | 9    |      |      |      | 9    | 8    |      |      |

## Parcours dans les compétitions internationales

### Parcours enCoupe du monde
- 1991 : Non qualifié
- 1995 : Non qualifié
- 1999 : Non qualifié
- 2003 : Non qualifié
- 2007 : Non qualifié
- 2011 : Non qualifié
- 2015 : Non qualifié
- 2019 : Non qualifié

### Parcours enChampionnat féminin de la CONCACAF
- 1991 : Non qualifié
- 1993 : Non qualifié
- 1994 : Non qualifié
- 1998 : Non qualifié
- 2000 : Non qualifié
- 2002 : Non qualifié
- 2006 : Non qualifié
- 2010 : Phase de groupe
- 2014 : Non qualifié
- 2018 : Non qualifié